# متیو پنینگتن
ماتیو پنینگتن (انگلیسی: Matthew Pennington؛ زادهٔ ۶ اکتبر ۱۹۹۴) بازیکن فوتبال اهل انگلستان است.
از باشگاه‌هایی که در آن بازی کرده‌است می‌توان به اورتون، ترانمره راورز، کاونتری سیتی، والسال، لیدز یونایتد، ایپسویچ تاون و هال سیتی اشاره کرد.